# Banū n-Nadīr

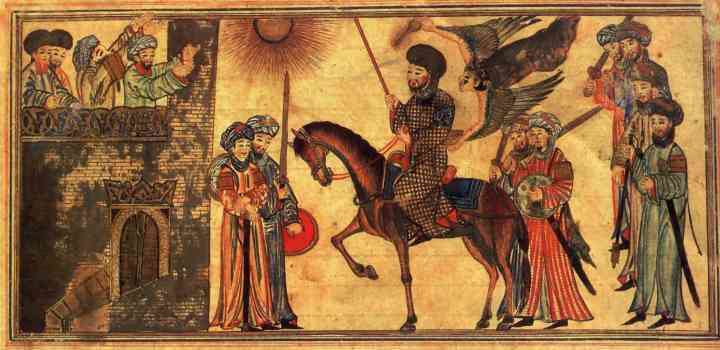
Mohammed unterwirft die Banu Nadir. Aus dem Dschami' at-tawarich, 14. Jhd.

Die Banū n-Nadīr (arabisch بنو النضير, DMG Banū al-Naḍīr) waren neben den Banū Qainuqāʿ und den Banū Quraiza einer der drei wichtigsten jüdischen Stämme von Yathrib, dem vorislamischen Medina. Sie sind vor allem durch ihren Konflikt mit Mohammed bekannt, der sie nach einem vermuteten Mordversuch an ihm aus Yathrib vertrieb. Das Gebiet der Banū n-Nadīr in Yathrib gilt als das erste Gebiet, das Mohammed eroberte. Auf die Unterwerfung und Vertreibung der Banū n-Nadīr bezieht sich nach allgemeiner Ansicht die im Koran zu findende Sure 59, die deswegen auch Nadīr-Sure genannt wird.

## Herkunft der Banū n-Nadīr
Die Banu Nadir – wie auch die Banu Quraiza – waren der islamischen Historiographie zufolge ein priesterlicher Stamm und werden von islamischen Quellen als Kohanim bezeichnet. Außerdem waren sie als Banū Hārūn (Söhne des Aaron) bekannt. Man ist sich in der gegenwärtigen Forschung nicht darüber einig, ob sie nach der Niederlage gegen Rom im Jüdischen Krieg 70 n. Chr. nach Yathrib zogen oder arabische Proselyten waren.
Wie die anderen Juden Yathribs trugen sie arabische Namen, zugleich war ihre Wirtschaft durch Ackerbau, Geldverleih, Waffenhandel und die Produktion von Juwelen charakterisiert. Sie hatten ihre eigene Sprache mit einer dazugehörigen Schrift.

## Politische Situation vor und bei der Ankunft Mohammeds
Es wird überliefert, dass die Banu Nadir – in Zeiten persischer Herrschaft über bestimmte Gebiete des Hedschas – in Medina Steuereintreiber für den iranischen Schah gewesen waren.
In vorislamischer Zeit waren die Banu Nadir Bundesgenossen der Banu Aus und hatten sie in deren damaligen Auseinandersetzungen mit den Chasradsch unterstützt; des Weiteren sind sie bei der Ankunft Mohammeds 622 in Yathrib – zusammen mit den Aus – der sogenannten Gemeindeordnung von Medina beigetreten, in der die künftigen Beziehungen der Stämme Yathribs zueinander geregelt wurden. In der Form der Gemeindeordnung, wie sie in der von Ibn Hischām edierten Prophetenbiographie Ibn Ishaqs vorzufinden ist, werden die Nadir, ebenso wie die Quraiza und Qainuqa, nicht erwähnt. Die Gemeindeordnung bezieht sich – so Watt – zweifellos auf eine nach der Exekution der Quraiza entstandene Version; die drei jüdischen Stämme wurden wahrscheinlich in einer früheren Version erwähnt.

## Vertreibung
Im August 625 machte Mohammed sich mit einigen seiner Gefährten zum Gebiet der Banu Nadir auf, um mit ihnen über die Begleichung einer Blutschuld zu verhandeln. Während der Verhandlungen sollen die Banu Nadir sich dazu entschlossen haben, Mohammed zu töten. Der arabische Historiker Ibn Ishāq beschreibt in seiner grundlegenden Prophetenbiographie die Szenerie folgendermaßen:

„Sodann begab sich der Prophet zu dem jüdischen Stamm der Banu Nadir. Er wollte sie bitten, ihm bei der Bezahlung der Blutschuld für jene beiden Männer zu helfen, die Amr ibn Umayya zuvor umgebracht hatte. Andererseits waren die beiden Stämme Nadir und Amir Bundesgenossen. Als der Prophet nun mit seiner Bitte zu den Banu Nadir kam, erklärten sie sich bereit, ihm zu helfen. Dann zogen sie sich zur Beratung zurück und sprachen zueinander: 'In eine so günstige Lage bekommen wir diesen Mann nie wieder' der Prophet saß nämlich neben der Wand eines ihrer Häuser -; 'wer steigt also auf das Haus, wirft einen Stein auf ihn und befreit uns so von ihm?'
Einer von ihnen, Amr ibn Djihash, erklärte sich dazu bereit und stieg auf das Haus, um einen Stein auf den Propheten zu schleudern. Dieser saß dort mit einigen seiner Gefährten, (...) als ihn eine Botschaft vom Himmel erreichte, in der ihm das Vorhaben jener Leute geoffenbart wurde. Er machte sich deshalb sogleich auf den Rückweg nach Medina, ohne aber seinen Gefährten etwas davon gesagt zu haben.“

Mohammed wurde sich während der Verhandlungen der feindseligen Haltung der Nadir ihm gegenüber bewusst und verdächtigte sie des Mordversuchs an ihm, weshalb er sich dazu entschloss, sie zu vertreiben.
Bei seiner Ankunft in Medina befahl er ihnen über einen seiner Anhänger, Muhammad ibn Maslama, die Stadt innerhalb von zehn Tagen zu verlassen und dabei all ihre beweglichen Güter mitzunehmen; des Weiteren erlaubte er ihnen, einmal im Jahr zurückzukehren, um die Ernte ihrer Palmenhaine einzubringen.
Die Banu Nadir willigten zunächst ein, beschlossen aber anschließend unter ihrem Stammesoberhaupt Huyayy ibn Achtab, in ihren Festungen bei Medina Widerstand zu leisten. Nach einer etwa zwei Wochen andauernden Belagerung, als die Anhänger Mohammeds begannen, ihre Palmenhaine zu zerstören – ein in der späteren islamischen Jurisprudenz kontrovers diskutierter Präzedenzfall – ergaben sich die Banu Nadir. Daraufhin befahl ihnen Mohammed, die Stadt zu verlassen und nur mitzunehmen, was sie auf 600 Kamelen transportieren konnten. Einige Familien zogen nach Syrien, andere ließen sich bei ihren Glaubensgeschwistern in Chaibar nieder.
Im Kontext der Vertreibung des Stammes fand auch das Attentat auf Kaʿb ibn al-Aschraf statt. Während der sechstägigen Belagerung der Banu Nadir soll das islamische Weinverbot offenbart worden sein. Zwei Männer der Nadir nahmen den Islam an und wurden dadurch verschont.

## Die Grabenschlacht und der Zug nach Chaibar
Die in Chaibar, einer etwa 150 Kilometer nördlich von Medina gelegenen Oase ansässigen Anhänger der Banu Nadir haben mit der Absicht, das vor ihrer Vertreibung von ihnen bewohnte Gebiet Medinas zurückzuerobern die Quraisch bei der Planung eines Angriffs auf Medina, der sogenannten Grabenschlacht, und der Bildung eines entsprechenden Stammeszusammenschlusses energisch unterstützt und waren Teil des dadurch entstandenen Bundes, das sich aus den Mekkanern, gewissen anderen Stämmen und abessinischen Söldnern zusammensetzte.
Die entscheidende Rolle der Nadir bei den Vorbereitungen für die Grabenschlacht und ihre Durchführung sowie der Umstand, dass sie auch in den folgenden Monaten zusammen mit anderen jüdischen Stämmen Chaibars versuchten, weiterhin arabische Stämme gegen Mohammed und seine Anhänger aufzuwiegeln, waren die primären militärischen Gründe für den Angriff auf die Oase 628. Neben diesen Gründen spielte auch die Tatsache, dass Mohammed durch die Eroberung dieser Oase und den entsprechenden Beuteertrag sich der Enttäuschung seiner Anhänger über den Vertrag von Hudaibiyya entgegenstellen konnte, eine Rolle bei der Entscheidung des Propheten, Chaibar anzugreifen.
Nach etwa sechs Wochen des Kampfes wurde Chaibar erobert und unter die Kontrolle des islamischen Gemeinwesens gebracht. Die dort verbliebenen Anhänger der Banu Nadir durften im Gegensatz zu den anderen dortigen Stämmen nicht mehr in der Oase verbleiben, sondern mussten – gemäß dem Vertrag, den sie mit Mohammed nach der Eroberung der Oase geschlossen hatten – Chaibar verlassen und ihren Besitz den Muslimen überlassen. Sie gingen nach Adhri'at, eine Stadt mit zu dieser Zeit bedeutender jüdischer Gemeinde.

## Belege
1. ↑  Al-Balādhurī: Kitāb Futūḥ al-Buldān. 1866. S. 17. – Deutsche Übers. S. 15.
2. ↑  Vgl. Theodor Nöldeke: Geschichte des Qorāns. Erster Teil: Über den Ursprung des Qorāns. Leipzig, 1909. S. 206 sowie dortige Quellenangaben.
3. ↑  Moshe Gil: Jews in Islamic Countries in the Middle Ages. Brill, 2004. S. 7
4. ↑  Norman A. Stillman: The Jews of Arab Lands. A History and Source Book. Jewish Publication Society of America, 1979. S. 9
5. ↑  Francis E. Peters: Muhammad and the Origins of Islam. SUNY Press, 1994. S. 192
6. 1 2 3 4  The Encyclopaedia of Islam. New Edition. Brill, Leiden. Bd. 7, S. 852 (Naḍīr, Banu'l-).
7. ↑  Francis E. Peters: Muhammad and the Origins of Islam. SUNY Press, 1994, S. 193.
8. ↑  Francis E. Peters: Mecca: A Literary History of the Muslim Holy Land. Princeton University
Press, 1994. S. 62
9. ↑  Michael Lecker: Muslims, Jews and Pagans. Studies on Early Islamic Medina. Brill, 1995. S. 26
10. ↑  Siehe Artikel Hidschra
11. ↑  Siehe dazu W. Montgomery Watt: Islamic Political Thought. Edinburgh University Press, 1980. S. 4–6
12. ↑  Vergleiche Ibn Ishaq: Das Leben des Propheten. Aus dem Arabischen von Gernot Rotter. Kandern, 2004. S. 111–114
13. ↑  The Encyclopaedia of Islam. New Edition. Brill, Leiden. Bd. 5, S. 436 (Kurayẓa, Banū)
14. ↑  Siehe W. Montgomery Watt: Muhammad. Prophet and Statesman. Oxford University Press, 1961. S. 146 f.
15. ↑  Für eine Biographie Muhammad ibn Maslamas siehe Muhammad ibn Maslamah. usc.edu, archiviert vom Original am 28. November 2008; abgerufen am 10. Juni 2011 (englisch).
16. ↑  Siehe Marco Schöller: "Die Palmen (līna) der Banū n-Nadīr und die Interpretation von Koran 59:5. Eine Untersuchung zur Bedeutung des koranischen Wortlauts in den ersten Jahrhunderten islamischer Gelehrsamkeit." In: Zeitschrift der Deutschen Morgenländischen Gesellschaft (ZDMG). 146 (1996), 317–380
17. ↑  Theodor Nöldeke: Geschichte des Qorans. Leipzig, 1938. S. 199
18. ↑  Bernard Lewis: Die Juden in der islamischen Welt. Vom frühen Mittelalter bis ins 20. Jahrhundert. Beck, 2004. S. 19
19. 1 2  W. Montgomery Watt: Muhammad. Prophet and Statesman. Oxford University Press, 1962. S. 166
20. ↑  Fred McGraw Donner: Muhammad's Political Consolidation in Arabia up to the Conquest of Mecca. In: The Muslim World 69 (1979). S. 233
21. ↑  Irving M. Zeitlin: The Historical Muhammad. Polity Press, 2007. S. 12
22. ↑  W. Montgomery Watt: Muhammad at Medina. Oxford University Press, 1962. S. 217 f. sowie derselbe: Muhammad. Prophet and Statesman. Oxford University Press, 1961. S. 189; Siehe auch: The Encyclopaedia of Islam. New Edition. Brill, Leiden. Bd. 4, S. 1137 (Khaybar)
23. ↑  Der Vertrag sah entgegen der ursprünglichen Absicht Mohammeds, die Umra, die kleine Wallfahrt nach Mekka 628 zu vollziehen, vor, dass die Muslime im darauf folgenden Jahr die Wallfahrt vollziehen und die Quraisch dafür die Stadt für drei Tage räumen würden. Mohammed stimmte dem Vertrag zum Erstaunen seiner Anhänger zu. Dies war die erste diplomatische Annäherung der beiden Parteien, durch den die Mekkaner Mohammed zwar nicht als Propheten, allerdings als Verhandlungspartner anerkannten.
24. ↑  Norman A. Stillman: The Jews of Arab Lands. A History and Source Book. The Jewish Publication Society of America, 1979. S. 18; Siehe auch: The Encyclopaedia of Islam. New Edition. Brill, Leiden. Bd. 4, S. 1137 (Khaybar)
25. ↑  The Encyclopaedia of Islam. New Edition. Brill, Leiden. Bd. 1, S. 194 (Aḏriʿāt)